# Lucilla Kossowska

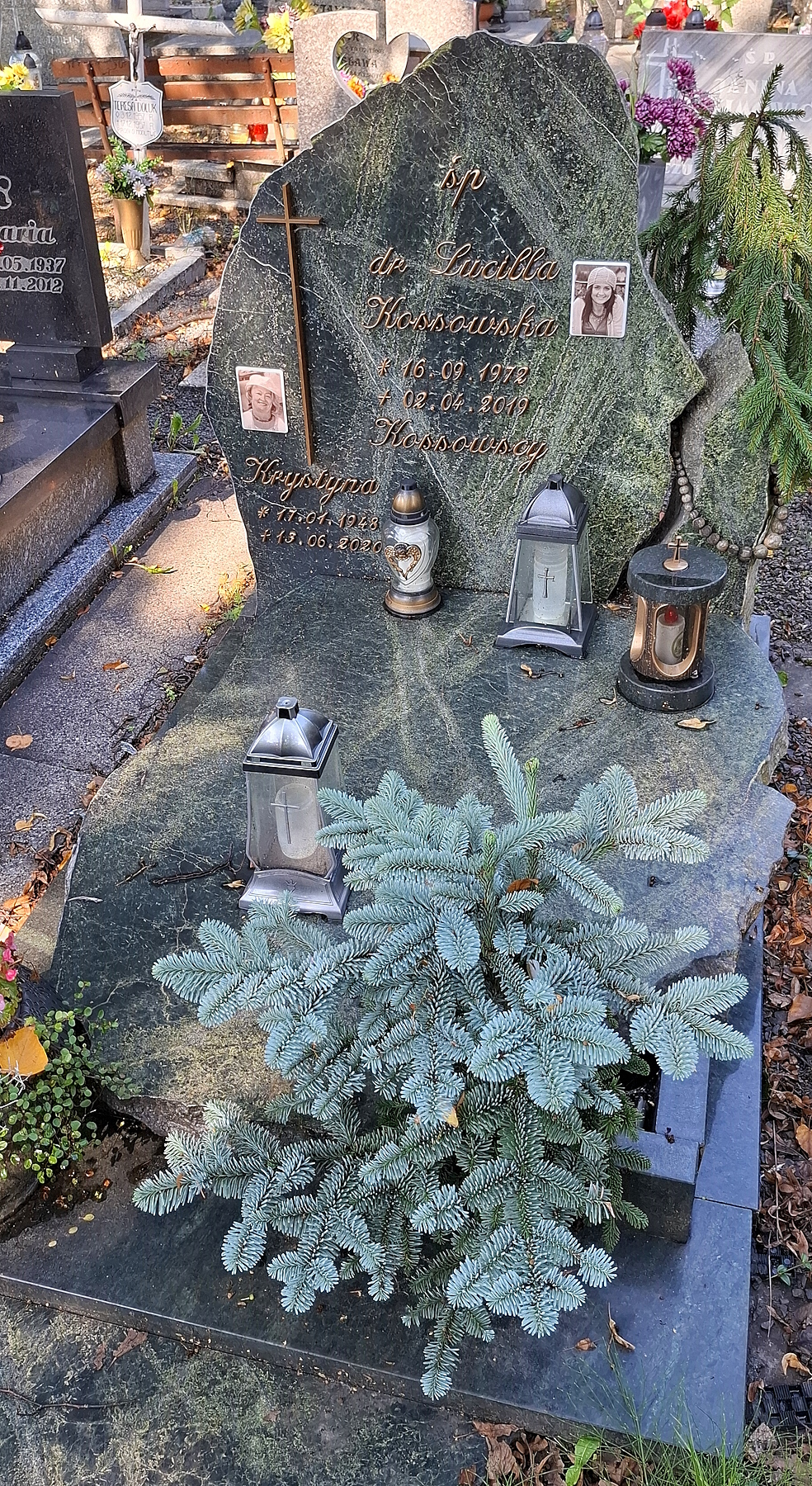
Grób Lucilli Kossowskiej w Prudniku

Lucilla Kossowska (ur. 16 września 1972 w Oleśnicy, zm. 2 kwietnia 2019 w Suchym Borze) – polska malarka, anglistka, pedagog, autorka ponad 45 wystaw indywidualnych i grupowych w Polsce i innych krajach, między innymi w Meksyku, Kolumbii i we Francji, założycielka Instytutu Edukacji Przez Sztukę, członkini Związku Polskich Artystów Plastyków.

## Życiorys
Była absolwentką Uniwersytetu Technologiczno-Humanistycznego im. Kazimierza Pułaskiego w Radomiu. Warsztaty artystyczne odbyła w Instytucie Sztuki San Francisco w Stanach Zjednoczonych. Następnie uczęszczała do Akademii Sztuk Pięknych im. Eugeniusza Gepperta we Wrocławiu. Po zakończeniu nauki zamieszkała w Katowicach, później przeprowadziła się do Opola, a następnie do Suchego Boru.
W 2009 roku założyła Instytut Edukacji przez Sztukę.
Była laureatką Stypendium Twórczego Ministerstwa Kultury i Dziedzictwa Narodowego.
Zginęła 2 kwietnia 2019 roku w wypadku samochodowym na drodze łączącej Suchy Bór z drogą krajową nr 94. 6 kwietnia 2019 została pochowana na cmentarzu komunalnym w Prudniku.